# Joaquim Pimentel
Joaquim Pimentel (Cedofeita, Porto em 17 de julho de 1910 - Rio de Janeiro em 15 de julho de 1978) mais conhecido como Joaquim Pimentel foi um fadista Português, que fez sua carreira como "embaixador" do fado no Brasil, onde ele se tornou popular e foi chamado de "o príncipe da canção portuguesa".
Ele primeiro visitou o Brasil em 1934-1935, voltou novamente para passar os anos de guerra no Brasil, e lá se estabeleceram definitivamente em 1947.
Ao completar 23 anos, em 1934, foi convidado pela companhia teatral “Embaixada do Fado” para ser o galã e fadista do elenco. Faziam parte desta companhia nomes consagrados do meio fadista como Maria do Carmo e Filipe Pinto. Essa viagem determinaria, contudo, o futuro de Joaquim Pimentel.
No ano de 1934 que a cantora Carmen Miranda assistiu a revista da “Embaixada do Fado” no Teatro República (Rio de Janeiro). Ficou impressionada com a voz de Pimentel. Então, ela perguntou se ele gostaria de cantar no rádio, rapidamente respondeu que sim. Carmen o levou para a Rádio Mayrink Veiga, da qual era contratada, e fez com que seu patrício tomasse parte no programa “Horas Portuguesas”. O agrado foi imediato. Depois de um breve retorno a Portugal, Pimentel regressou ao Brasil e em setembro de 1936 foi contratado para a Rádio Nacional, depois foi para a rádio Ipanema onde ficou até 1940, e por fim, a Vera Cruz onde permaneceu por mais de 30 anos.
Seu sucesso foi rápido, passou a ser tão popular nos meios radiofônicos quanto o fadista Manoel Monteiro. Anunciava a revista “Cinearte” (RJ) de janeiro de 1937: “Joaquim Pimentel é um dos autênticos representantes da música popular portuguesa no rádio carioca. Tem discrição, autoridade e sentimento, ele possui um meio certo de emocionar o seu público – seja no ritmo dolente do Fado ou na cadência viva das canções lusa. Cantou a variação portuguesa da valsa que Gilda de Abreu compôs”. Esta última referência diz respeito à participação do artista luso no filme “Bonequinha de Seda” (1936), produzido pela Cinédia e dirigido por Oduvaldo Viana.
Entre os seus fados está Dá tempo ao tempo, e Voltaste gravado por Beatriz da Conceição, José Antonio (viola), José Manuel (guitarra) para Paul Van Nevel, em 1996.
Joaquim Pimentel faleceu em 15 de julho de 1978 (data de seu aniversário) no Rio de Janeiro.